# Концерт Бетховена 22 грудня 1808 року
Концерт Бетховена 22 грудня 1808 року був благодійним концертом на честь Людвіга ван Бетховена у віденському Театрі ан дер Відень, на якому прозвучали публічні прем'єри П'ятої та Шостої симфоній Бетховена, Четвертого фортепіанного концерту. Концерт, який тоді називався "Академією", відбувся в дуже холодному залі і тривав близько чотирьох годин. У ньому брали участь оркестр, хор, вокальні солісти, а композитор виступав як соліст за фортепіано. Біограф Бетховена Баррі Купер називає цей концерт, з точки зору його змісту, "найвидатнішим" у кар'єрі Бетховена.

## Передумови
Умови для виконання симфонічної музики у Відні 1808 року навряд чи були оптимальними, як пояснює Роберт Кан:
Навіть грандіозний публічний концерт міг зібрати лише аристократію та нечисленний середній клас міста, який, за оцінками, становив не більше 2,5 відсотків від 200 000 до 250 000 мешканців Відня. Стандартна ціна квитка на концерт становила два австро-угорські гульдени ... що було більше, ніж тижнева зарплата робітника. Музиканти не могли давати академії влітку, коли шляхта тікала від віденської пилюки та спеки до своїх заміських маєтків, а восени та взимку театри були віддані під репетиції та вистави опер - високостатусної форми музичного виробництва. Єдиний час, доступний для академій, був під час Адвент та Великий піст, коли опери були заборонені. Протягом цих шести тижнів конкуренція за зали була запеклою, і керівники театрів могли відмовляти і відмовляли у вечорах Бетховена на користь посередностей.

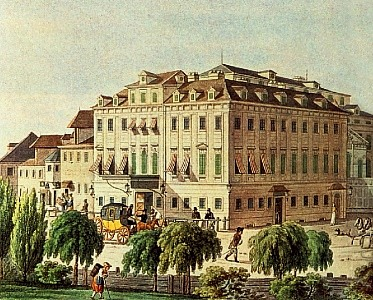
Театр ан дер Відень у тому вигляді, в якому він з'явився у 1812 році. Театр досі існує і процвітає як головне місце проведення оперних вистав.

У Відні театри або перебували під державною опікою (Бургтеатр і Кернтнертортеатр, обидва в центрі Відня), або були приватними підприємствами, розташованими у віддалених районах міста. Обраний Бетховеном майданчик, Театр ан дер Відень, належав до останньої категорії. Це була дуже солідна будівля, яку описували як "найрозкішніше обладнаний і один з найбільших театрів своєї епохи". Відкриття театру відбулося у 1801 році, коли він отримав схвальні відгуки; наприклад, "Allgemeine musikalische Zeitung" назвала його "найзручнішим і найзадовільнішим у всій Німеччині" (що на той час означало "у всіх німецькомовних землях"). Бетховен вже виконував у цьому театрі кілька своїх найважливіших на сьогоднішній день творів; їх перелік див. у статті "Театр над Віднем".
Протягом 1807 та 1808 років Бетховен надав свої твори та послуги для серії благодійних концертів у Віденському театрі. Директор театру Йозеф Гартль врешті-решт дозволив Бетховену використати приміщення для концерту 22 грудня 1808 року, який мав бути приватним благодійним концертом Бетховена. Бетховен лобіював проведення приватного благодійного концерту протягом багатьох місяців - в обмін на свою участь у благодійних концертах - і висловлював розчарування тим, що, на його думку, Гартль зволікав з цим питанням.
У газеті "Wiener Zeitung" від 17 грудня 1808 року з'явилося оголошення про концерт, в якому він був названий "музичною академією" - так за часів Бетховена називали концерти.

## Програма

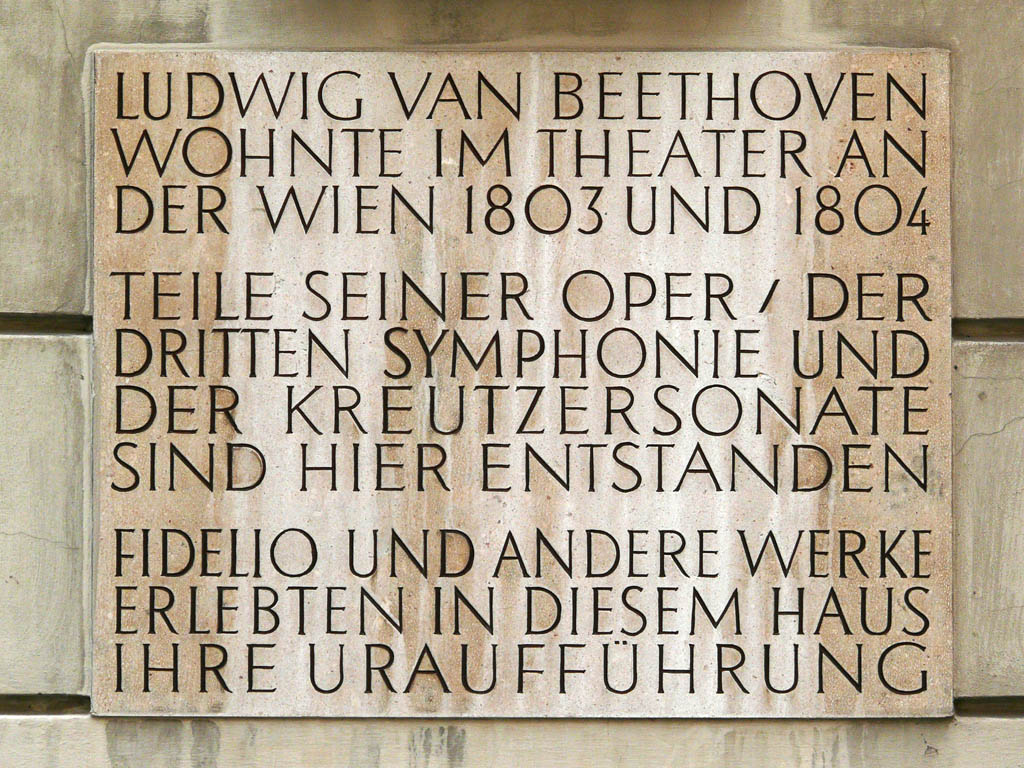
Меморіал Бетховена тепер розміщений на зовнішній стіні Театру над Віднем. Текст свідчить: «Людвіг ван Бетховен жив у Театрі над Віднем у 1803 і 1804 роках. Тут були написані частини його опери, Третя симфонія та Крейцерова соната. Фіделіо та інші твори отримали своє перше виконання в цьому будинку».

Концерт розпочався о 18:30 і тривав близько чотирьох годин, з перервою між двома частинами. Програма була наступною:
| Перша частина                                                                   |
| ------------------------------------------------------------------------------- |
| Симфонія № 6 «Пасторальна», оп. 68                                              |
| «Ah! perfido», концертна арія для сопрано соло з оркестром, оп. 65              |
| «Глорія», з Меси до мажор для вокалу, хору та оркестру, оп. 86                  |
| Концерт для фортепіано з оркестром № 4, оп. 58                                  |
| Друга частина                                                                   |
| Симфонія № 5, оп. 68                                                            |
| Sanctus, з Меси до мажор, оп. 86                                                |
| Екстемпоральна фантазія для фортепіано соло                                     |
| Фантазія для фортепіано, солістів, мішаного хору та оркестру в до мінор, оп. 80 |

З непрем'єрних творів «Ah! perfido» був написаний у 1796 році. Меса до мажор була вперше виконана попереднього року в Айзенштадті під патронатом князя Естергазі. За словами Саттона, імпровізована фортепіанна фантазія — це твір, який пізніше був записаний і опублікований під назвою «Бетховен, ор. 77» (1809).
Хорова фантазія була написана останньою з творів, її ледве встигли закінчити до концерту, не залишивши достатньої можливості для репетицій. Її роль у концерті полягала в тому, що вона була завершальним твором, який об'єднував піаніста, хор і оркестр.
Дві частини з Меси до мажор не були афішовані в програмі через обмеження на виконання церковної музики в театрах.
Сьогодні більшість слухачів вразила б надзвичайно довга програма. Проте за часів Бетховена, можливо, це було не так, пише Лоу:
У десятиліття близько 1800 року кількість і різноманітність творів на цьому концерті не була чимось незвичайним. Кожна половина публічної концертної програми зазвичай відкривалася симфонією, за якою слідували одна-дві арії, концерт, можливо, камерна музика та клавішні імпровізації. Ще одна симфонія, або принаймні фінал однієї з них, зазвичай закривала концерт.
Таким чином, не виключено, що складність концерту для слухачів могла виникнути через необхідність сприйняття цілої низки складних і оригінальних творів (див. критичні реакції нижче), а також через холод.

## Музична Сила
Бетховен, змушений втиснути свій благодійний концерт у дуже напружений час, був обмежений у можливості зібрати адекватні музичні сили. В принципі, він мав доступ до професійного оркестру Віденського театру, але багато хто з його членів мав конфліктні зобов'язання: Tonkünstler-Societät, благодійне товариство для вдів і сиріт музикантів, ставило одну з чотирьох своїх щорічних ораторій у Бургтеатрі. Товариство зазвичай вимагало від своїх членів брати участь у благодійних концертах або сплачувати штраф; це зменшувало кількість кваліфікованих професіоналів, і аматори були змушені заповнювати прогалини. Таким чином, оркестр, доступний Бетховену, був невеликим за розміром колективом, який, ймовірно, мав від шести до восьми перших скрипок на вечір. На аматорських і напівпрофесійних концертах того часу виступали більші оркестри.
Бетховен був піаністом у концерті, імпровізованій фантазії та хоровій фантазії. Ніколи більше Бетховен не виступить як соліст у фортепіанному концерті: його погіршення слуху зробить це неможливим. Сучасні свідчення описують Бетховена як диригента оркестру, однак, можливо, що через розчарування, яке виникло під час концерту 15 листопада, Бетховен мав лише обмежений вплив на оркестр, і оркестр відмовився репетирувати під його диригуванням.

## Перфоменс

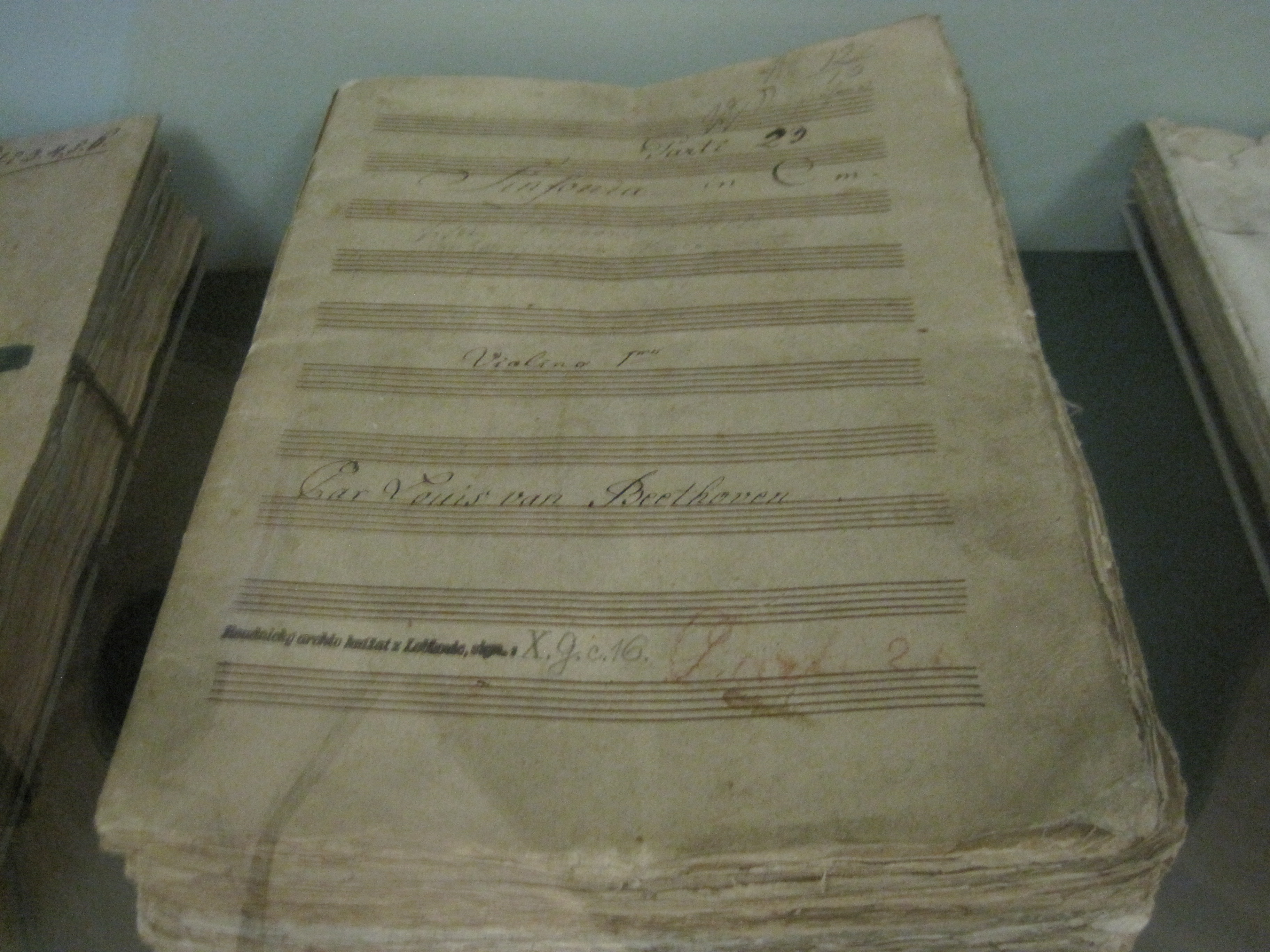
Рукописні партитури, використані для прем'єри П'ятої симфонії Бетховена. Вони містять виправлення, внесені композитором від руки, і виставлені в родинному музеї Лобковиць у Празі.

За всіма оцінками, виконання музики було незадовільним. В одній з рецензій, присвяченій оркестру, було сказано, що його "можна вважати недостатнім у всіх відношеннях". Спочатку Бетховен обрав сопрано Анну Мілдер для виконання сцени та арії "Ah! perfido", але вона відмовилася від цієї ролі після того, як він образив її. Замість неї солісткою стала підліток Жозефіна Кіллічгі, невістка Ігнаца Шуппанціґа, яка так перелякалася сцени, що зіпсувала соло.
Обтяжуючим фактором для глядачів стала надзвичайно холодна погода.

Найгірший момент у виконанні стався під час хорової фантазії, яка була недостатньо відрепетирувана; дотримання партитури в якийсь момент розвалилося, що змусило Бетховена зупинитися і почати твір заново. Ігнац фон Сейфрід пізніше писав:,
Коли майстер виклав свою оркестрову "Фантазію" з хорами, він домовився зі мною на дещо поспішній репетиції, з мокрими голосовими партіями, як зазвичай, що друга варіація повинна бути зіграна без повтору. Однак увечері, поглинутий своїм творінням, він забув про свої вказівки, повторив першу частину, а оркестр акомпанував другу, що звучало не зовсім повчально. Трохи запізнившись, Концертмейстер Унрат помітив помилку, здивовано подивився на своїх розгублених товаришів, припинив гру і сухо вигукнув: "Ще раз!". Трохи незадоволений скрипаль Антон Враницький запитав: "З повтореннями?" "Так", - пролунало у відповідь, і тепер річ пішла рівно, як струна.
Ця частина розповіді Сейфріда підкреслює гумор ситуації, але для Бетховена вона мала й негативні наслідки. Сейфрід продовжує:
Спочатку [Бетховен] не міг зрозуміти, що він певним чином принизив музикантів. Він вважав своїм обов'язком виправити допущену помилку і що публіка має право почути все належним чином зігране за свої гроші. Але він охоче і сердечно просив вибачення в оркестру за приниження, якому він його піддав, і був достатньо чесним, щоб самому розповсюдити цю історію і взяти на себе всю відповідальність за власну нерозсудливість.

## Негативна реакція на концерт

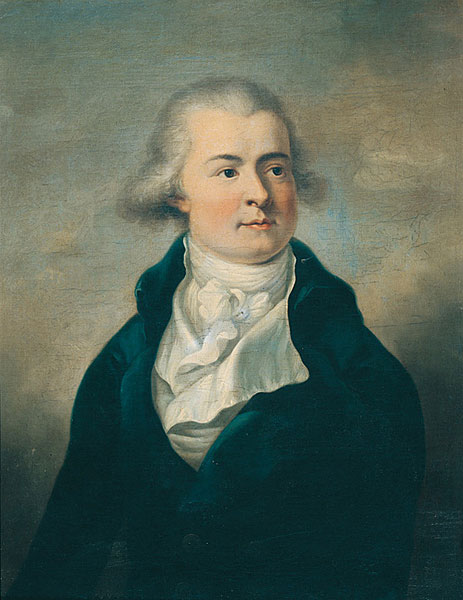
Князь Йозеф Франц фон Лобковіц, покровитель Бетховена та учасник заходу

У цій нелегкій справі Бетховен мав ту перевагу, що багато слухачів були ентузіастами його музики і прагнули бути присутніми на концерті. Одним з таких був композитор Йоганн Фрідріх Райхардт, який саме відвідував Відень. Пізніше він писав (у своїх "Особистих листах, написаних під час подорожі до Відня", 1810):
Там ми сиділи, на найлютішому морозі, з пів на шосту до пів на десяту, і підтверджували для себе максимум, що можна легко мати занадто багато хорошого, а тим паче потужного
Князь фон Лобковіц був покровителем і прихильником Бетховена. Райхардт продовжує:
Судити про всі ці твори після одного прослуховування, особливо враховуючи мову творів Бетховена, те, що вони виконувалися одна за одною, і те, що більшість з них такі грандіозні і довгі, просто неможливо.
Думка Райхардта перегукується з думкою Allgemeine musikalische Zeitung:
Концерт викликав гнів композитора Антоніо Сальєрі, який був учителем Бетховена. Також 22 грудня Сальєрі організував свій щорічний концерт на користь вдів та сиріт і погрожував заборонити виступати музикантам Tonkünstler-Societät, які грали на концерті Бетховена замість нього. Однак невдовзі стосунки між двома композиторами покращилися.

## Фінансові результати

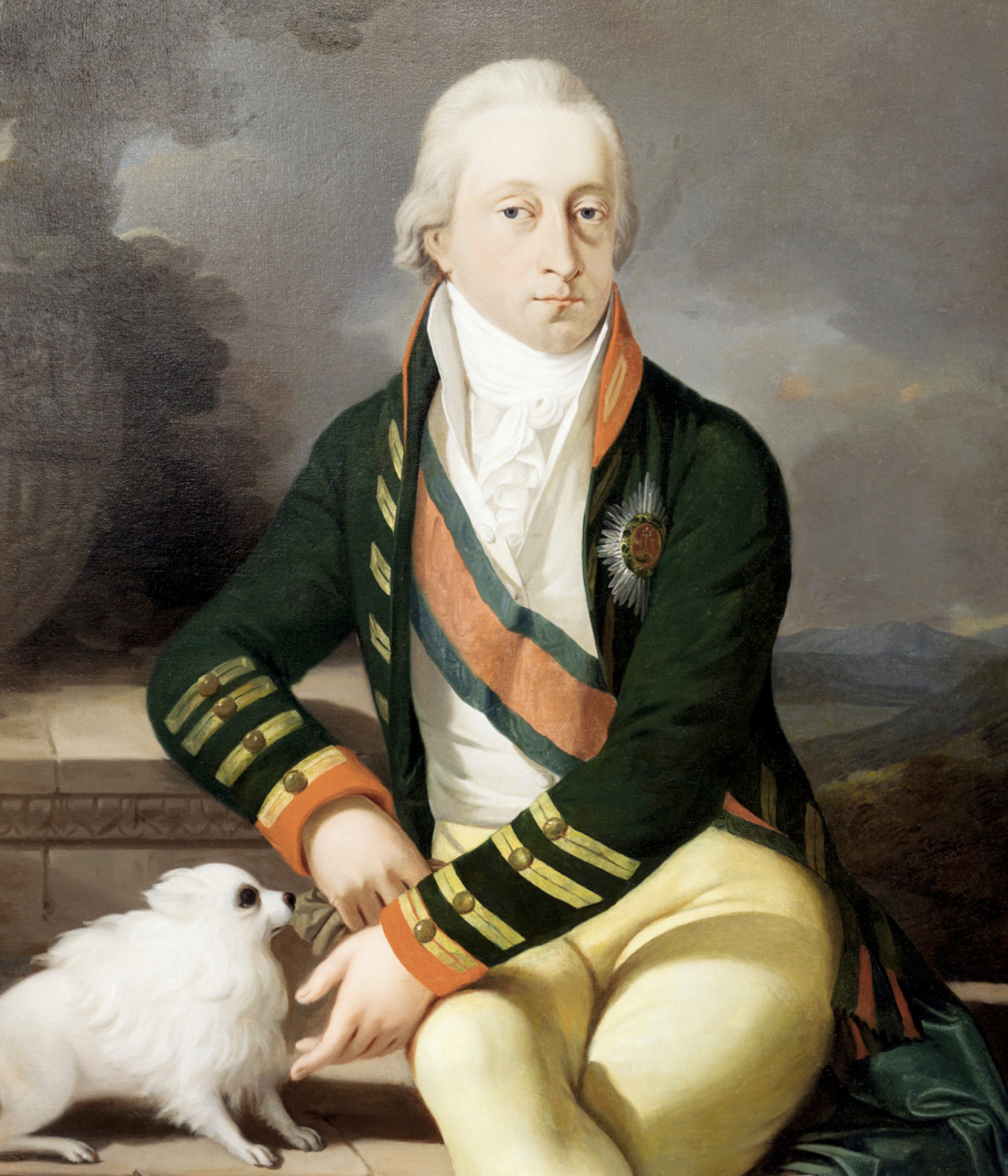
Ніколаус II Естергазі, який замовив месу до мажор і фінансово підтримав благодійний концерт 22 грудня. Портрет роботи Йозефа Ланцеделлі, 1803 рік.

Біограф Бетховена Тайєр пише, що "матеріальні результати цього концерту для Бетховена невідомі"; додаючи, однак, що існує запис, який вказує на те, що князь Естергазі наказав "виплатити Бетховену суму в 100 гульденів на підтримку цієї "музичної академії".

## Рекреація
Популярність цього концерту призвела до того, що його сучасні переспіви виконують різні оркестри, такі як:
- Симфонічний оркестр Нью-Джерсі (травень 1986)[5]
- Історичне клавішне товариство Мілуокі (1994)
- Балтиморський симфонічний оркестр (жовтень 1998)[6]
- Королівський шотландський національний оркестр (Серень 2001)[7]
- Фестиваль Моцарта (серпень 2007)[8]
- Симфонічний оркестр Віденського радіо (22 грудня 2008)[9]
- Фестиваль Ланаудьє (липень 2012)[10]
- Мельбурнський симфонічний оркестр (травень 2015[11]
- Симфонічний оркестр Сан-Франциско (червень 2015)[12]
- Шотландський симфонічний оркестр BBC (жовтень 2016)[13]
- Королівська північна синфонія (10 червня 2017)[14]
- Симфонічний оркестр Тихоокеанського університету та об'єднані хори (11 листопада 2017)
- Хор та оркестр Пфальцтеатру Кайзерслаутерна (квітень 2018)[15]
- Фестиваль PianoEspoo (10 листопада 2019)[16]
- Віденський симфонічний оркестр (11 січня 2020)[17]
- Оркестр Уельської національної опери та Національний оркестр Уельсу BBC (19 січня 2020 року)[18]
- Ансамбль та хор Бальтазара Неймана (7 лютого 2020 року, Дортмунд;[19] та 9 лютого 2020 року, Гамбург)[20]
- Симфонічний оркестр Цинциннаті (29 лютого 2020 року та 1 березня 2020 року)[21]
- Філармонійний оркестр (15 березня 2020)[22]